# Burg Stein am Ritten

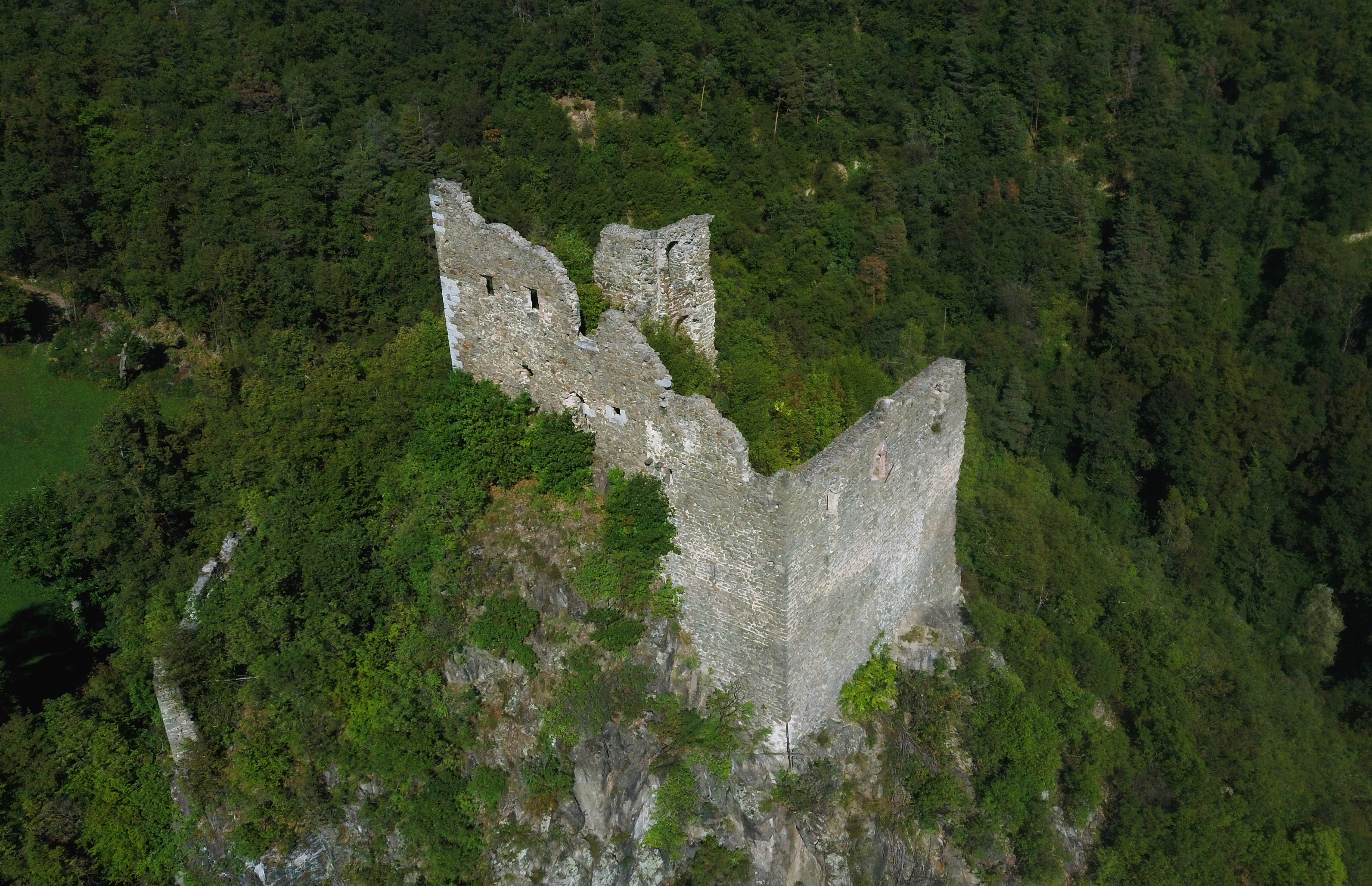
Burgruine Stein am Ritten

Die Ruine der Burg Stein am Ritten befindet sich in Südtirol in der Gemeinde Ritten unterhalb von Siffian.
Die wenigen imposanten Reste der Burgruine erheben sich auf einem isolierten Felskopf ober einer Schlucht, die vom Ritten ins untere Eisacktal abfällt. Vom ehemals mindestens vierstöckigen Palas stehen nur noch Süd- und Westwand, die Ringmauern der tiefer gelegenen Vorburg sind zum Großteil in die Tiefe gestürzt. In der ersten Hälfte des 13. Jahrhunderts wurde die Anlage von den Herren „de Lapide“ (zum Stein) erbaut, 1349 zerstört, danach wieder aufgebaut und im 17. Jahrhundert aufgelassen.
Über lange Zeit fungierte die an wichtigen Sekundärverbindungen gelegene Burg als Gerichtssitz des Rittens. Im Auftrag der Tiroler Landesfürsten übten im 15. Jahrhundert Pflegrichter die Gerichtsbarkeit aus, so im Jahr 1417 der Bozener Adelige Ingenuin von Weineck als „phleger auf dem Stain“.
Aus dem 14. Jahrhundert stammt ein ausführliches Weistum des Gerichts Stein am Ritten.